# Viktor Örlygur Andrason
Viktor Örlygur Andrason (5 febbraio 2000) è un calciatore islandese, centrocampista del Víkingur e della nazionale islandese.

## Carriera

### Nazionale
Vanta due presenze nella nazionale maggiore islandese, tutte in partite amichevoli.

## Palmarès

### Club

#### Competizioni nazionali
- Bikar karla: 2

Víkingur: 2019, 2021
- Úrvalsdeild: 1

Víkingur: 2021
- Supercoppa d'Islanda: 1

Víkingur: 2022